# Додж, Мэйбл
Мэйбл Додж (англ. Mabel Dodge, урождённая Гансон (англ. Ganson); 1879—1962) — американская писательница, журналистка, светская львица и меценат, покровительница искусства.

## Биография
Родилась 26 февраля 1879 года в Буффало, США. Была дочерью Сары Кук (англ. Sarah Cook) и Чарльза Гансона (англ. Charles Ganson), богатого банкира из Буффало, штат Нью-Йорк.
Была образованной и ухоженной девушкой, выросшей в элитной семье и воспитанной специальной нянькой. До шестнадцати лет обучалась в школе для девочек Saint Margaret’s Episcopal School, затем продолжила обучение в Нью-Йорке. В 1896 году путешествовала по Европе и затем окончила Вашингтонскую школу Chevy Chase.
Первый раз вышла замуж в 1900 году за Карла Эванса (англ. Karl Evans), сын владельца парохода. Они женились тайно, так как отец не одобрял выбор дочери. Повторно они провели свадебную церемонию в церкви Святой троицы (англ. Trinity church) в присутствии важных персон Буффало. У супругов родился сын, а спустя два с половиной года Карл погиб на охоте, оставив Мэйбл вдовой в 23 года. Весной 1904 года её портрет в траурном платье был создан художником Adolfo Müller-Ury для её бабушки по отцовской линии — Нэнси Гансон. Затем у Мэйбл возникла связь с видным гинекологом Буффало и семья отправила её в Париж, чтобы прекратить эти отношения. Вернувшись из Европы, она вышла замуж за Эдвина Доджа (англ. Edwin Dodge), богатого архитектора. Подробности своих физических (сексуальных) влечений этого периода Мэйбл Додж позже описала в автобиографии «Intimate Memories» (1933).
С 1905 по 1912 годы Мэйбл жила во Флоренции. На её вилле Villa Curonia в местечке Арчетри, близ Флоренции, собирался бомонд, среди которого были писательница Гертруда Стайн с братом Лео, её возлюбленная и тоже писательница Алиса Токлас, а также визитёры из Парижа, в числе которых был Андре Жид. Здесь у Мэйбл были две суицидальные попытки в связи с её возлюбленным — личным шофёром.
В середине 1912 года она вернулся в Америку и стала проявлять себя покровительницей искусств, проводя еженедельные салоны в своей новой квартире в Гринвич-Виллидже. Здесь присутствовали такие знаменитости, как Карл Ван Вехтен, Маргарет Сэнгер, Эмма Гольдман, Чарльз Демут, Уильям Хейвуд, Макс Истмен, Джон Рид и многие другие. Писатель и фотограф Карл Ван Вехтен использовал Додж в качестве одного из персонажей своего романа «Peter Whiffle» — Эдит Дейл. Мэйбл принимала участие в Арсенальной выставке современного европейского искусства в 1913 году, где заслужила всеобщее внимание распространением на выставке своего памфлета на пьесу Гертруды Стайн «Portrait of Mabel Dodge at the Villa Curonia».

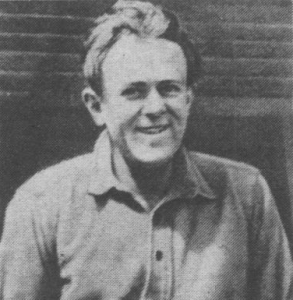
Джон Рид

В июне 1913 года она отплыла в Европу со своим новым знакомым — журналистом Джоном Ридом. После прибытия в Париж они стали любовниками, общались с местными знаменитостями, в том числе с Пабло Пикассо. Они выезжали в путешествия с Villa Curonia, были в гостях у Артура Рубинштейна. Сначала это было очень счастливое время для молодых влюблённых, но в конце концов Мэйбл поняла, что Джона интересовали другие люди и события, что приводило к отчуждению между ними. В сентябре 1913 года они возвратились в Нью-Йорк. В октябре 1913 года Рид написал в Metropolitan Magazine статью о Мексиканской революции, сам посетил город Пресидио, штат Техас, чтобы быть ближе к месту событий. Затем вернулся в Нью-Йорк, где молодые люди расстались. Джон Рид стал общаться с американской журналисткой и писателем Mary Heaton Vorse.
В течение 1914—1916 годов сложились тесные отношения между интеллигенцией Гринвич-Виллиджа и Провинстауна. В 1915 году Мэйбл Додж стала жить в Провинстауне с художником Морисом Стерном. Она стала специальным обозревателем одной из газет медиакомпании Hearst Corporation, жила на ферме Finney Farm городка Croton-on-Hudson недалеко от Нью-Йорка. Морис Стерн жил в рядом расположенном коттедже. Мэйбл предложила ему организовать художественную студию на третьем этаже своего дома. В 1916 году Мэйбл и Морис поженились. В последующие годы Мэйбл некоторое время провела в Санта-Барбаре, Калифорния, где жил её родственник Джозеф Стеффенс, сестра которого была замужем за владельцем ранчо John J. Hollister.

Тони Лухан

В 1919 году Мэйбл Стерн с мужем и американской феминисткой Элси Клюз Парсонс поехали в Таос, Нью-Мексико, с целью основать там литературную колонию. По совету Тони Лухана, коренного американца, она приобрела в собственность 12 акров (49000 м²) земли. Тони стал проявлять оригинальные знаки внимания Мэйбл, которые раздражали Мориса, что привело к их разрыву после длительного бракоразводного процесса. В 1923 году Мэйбл вышла замуж за Тони Лухана, продолжая жить в Таосе.
В сентябре 1922 года английский писатель Дейвид Лоренс по приглашению Мэйбл Додж приехал в Таос вместе со своей женой Фридой. Здесь у него возникли кратковременные отношения с Мэйбл, о чём Лоренс написал в своих воспоминаниях «Lorenzo in Taos» (1932). Среди членов колонии, которых привлекла Лухан, выделялись — художник Марсден Хартли, фотограф Энсел Адамс, писательница Уилла Кэсер, поэт и драматург Джефферс, Робинсон, художница Джорджия О’Киф и многие другие.
Умерла 13 августа 1962 года в своём доме в Таосе, была похоронена на местном кладбище Kit Carson. От первого брака у неё был сын Джон (англ. John Ganson Evans, 1902—1978).

## Память

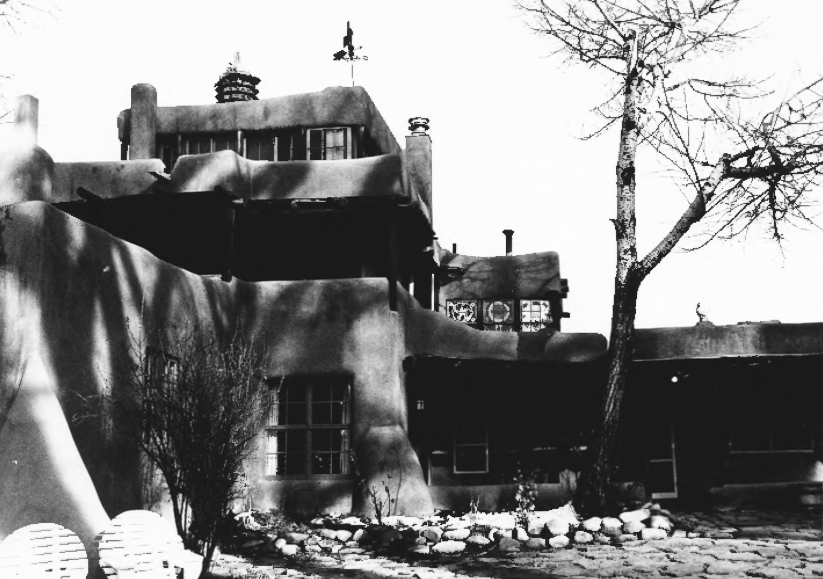
Дом, в котором жила Мэйбл Додж. Фотография 1990 года

Дом Мэйбл Додж объявлен Национальным историческим памятником и в настоящее время представляет собой отель с конференц-центром, который был куплен известным американским актёром Деннисом Хоппером, увидевшим его на съёмках фильма «Беспечный ездок». В доме проводит лекции и экскурсии американская писательница и диктор Натали Голдберг.
Документы, касающиеся Мэйбл Додж — письма, рукописи, фотографии, находятся в Библиотеке редких книг и рукописей Бейнеке Йельского университета.